# 日本粗枝藓
日本粗枝藓（学名：Gollania japonica）为灰藓科粗枝藓属下的一个种。